# Sidowungu
Sidowungu is een bestuurslaag in het regentschap Gresik van de provincie Oost-Java, Indonesië. Sidowungu telt 7235 inwoners (volkstelling 2010).